# 1800 au Canada
Pour un article plus général, voir Chronologie du Canada.
Cet article traite des événements qui se sont produits durant l'année 1800 au Canada.

## Événements

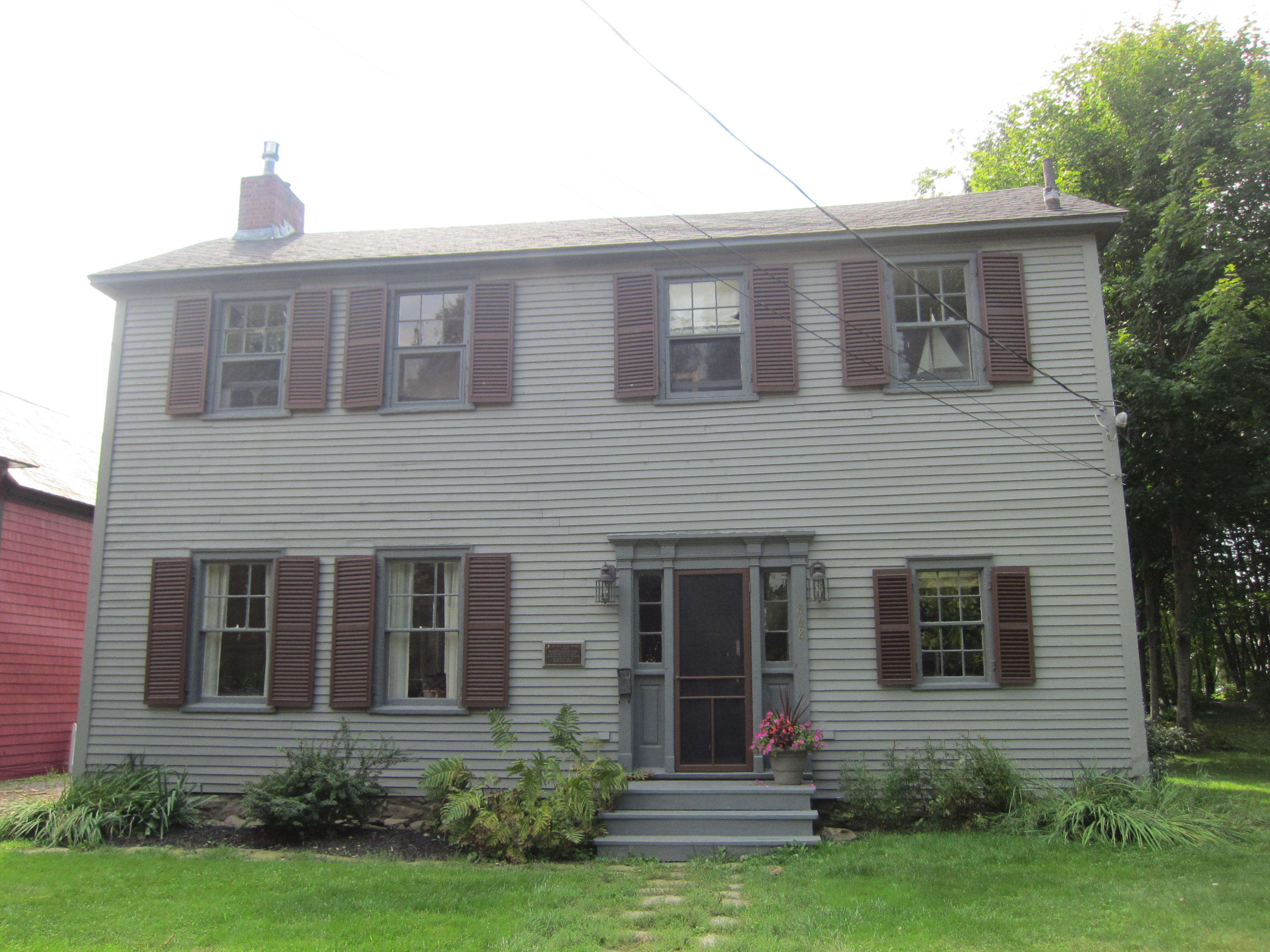
Maison Allen à Frédéricton au Nouveau-Brunswick construit en 1800.

- 9 juin : dissolution de la Chambre et début de la campagne électorale au Bas-Canada (élection de 35 députés francophones et 15 députés anglophones). Jean-Antoine Panet est réélu le 8 janvier 1801 président de la Chambre d'assemblée du Bas-Canada.
- Juillet : Élection de la Troisième législature du Haut-Canada (en).
- 1er octobre : Traité de San Ildefonso ; l'Espagne rend la Louisiane à la France de Napoléon.

- Fondation de Drummondville dans le Haut-Canada qui allait devenir Niagara Falls près des chutes du même nom.
- L'explorateur Sir Alexander Mackenzie, rejoint XY Fur Company.
- John McIntosh découvre la Pomme McIntosh.

## Naissances
- 19 février : Émilie Gamelin, fondatrice des sœurs de la Providence.
- 15 mars : Louis Marchand, homme d'affaires et homme politique.
- 27 mars : William Dow, brasseur et homme d'affaires.
- 22 août : Edward Barron Chandler, père de la confédération et lieutenant-gouverneur du Nouveau-Brunswick.
- 21 octobre : René-Édouard Caron, homme politique, lieutenant-gouverneur du Québec.
- 22 octobre : James Ferrier, maire de Montréal.
- 28 décembre : Charles-Eusèbe Casgrain, homme politique.

## Décès

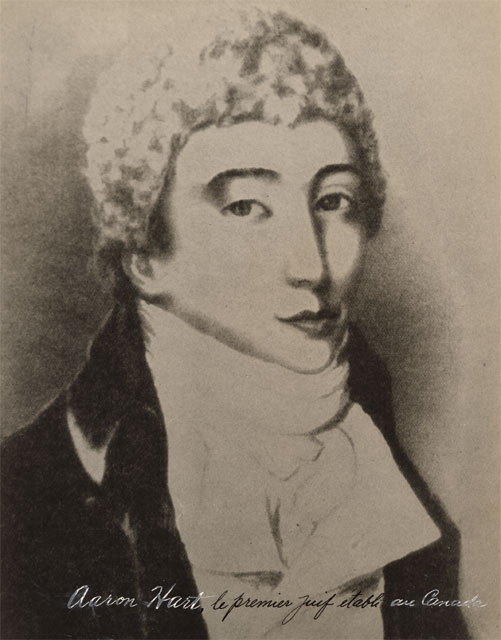
Aaron Hart

- 16 mars : Jean-Joseph Casot, dernier jésuite au Canada.
- 28 décembre : Aaron Hart, personnalité juive et homme d'affaires.
- Philip Turnor, arpenteur.